# 马汉特
马汉特（mahant，/məˈhʌnt/）是一种宗教高级人士，特指一座庙宇的总祭司或者一座修院的院长。在印地语中，“马汉特”一词来源于古印度语“mahanta”、梵语“mahat”（意为“伟大”）。使用马汉特一词指代的其他职衔，是在知名宗教场所任职，包括祭司或权威，一般总是一位婆罗门、贾尼（gyani）或者牧师。在印度教的其他分支，马汉特是指领导其庙宇并负责传教的苦行僧。
在锡克教中，马汉特是指谒师所的世袭管理者。传统上由他们管理各个谒师所，直到1920年代最高谒师所管理委员会（SGPC）成立。